# Huish (North Devon)
Huish is een dorp in het bestuurlijke gebied North Devon, in het Engelse graafschap Devon. Het maakt deel van de civil parish Instow. Huish komt in het Domesday Book (1086) voor als 'Torsewis'.